# Desmalopex microleucopterus
Desmalopex microleucopterus är en flyghund som förekommer endemisk på ön Mindoro i Filippinerna. Den är nära släkt med arten Pteropus leucopterus som likaså bör flyttas till släktet Desmalopex. Artepitetet microleucopterus i det vetenskapliga namnet syftar på släktskapet till Pteropus leucopterus och tillägget micro syftar på artens ringa storlek.

## Utbredning och ekologi
Arten registrerades vid olika ställen på ön i kulliga områden och i bergstrakter mellan 100 och 1480 meter över havet. Den lever i olika slags skogar och den hittades vid skogskanten med gräsmarker utanför. Skogarna är delvis städsegröna. En av fyndplatserna är Iglit-Baco nationalparken.
Denna flyghund är nattaktiv och den har frukter som föda. I avföringen hittades frön av fikon, balbisbanan och av medinillaväxter. Informationer angående viloplatsen och fortplantningen saknas.

## Utseende
Pälsen på ovansidan är ljusbrun och håren är vid roten lite mörkare än vid spetsen. Liksom Pteropus leucopterus har arten endast hår på bakbenens baksida. Även på överarmarnas ovansida förekommer hår på två tredjedelar av längden. Desmalopex microleucopterus har bruna vingar med ljusa fläckar. De är inte lika genomskinliga jämförd med Pteropus leucopterus. Flyghundens öron har i mitten en krämfärgad region och kanterna är gråbruna. Djurets tandformel är I 2/2, C 1/1, P 3/3, M 2/3, alltså 34 tänder i hela tanduppsättningen. Med undantag av könsdelarna har honor och hanar samma storlek och utseende.

## Hot
Beståndet hotas av landskapsförändringar, av jakt för köttets skull och av störningar vid viloplatsen. Utbredningsområdet uppskattas vara 1600 km² stort och populationen minskar. IUCN listar arten som starkt hotad (EN).